# کشتی فله‌بر

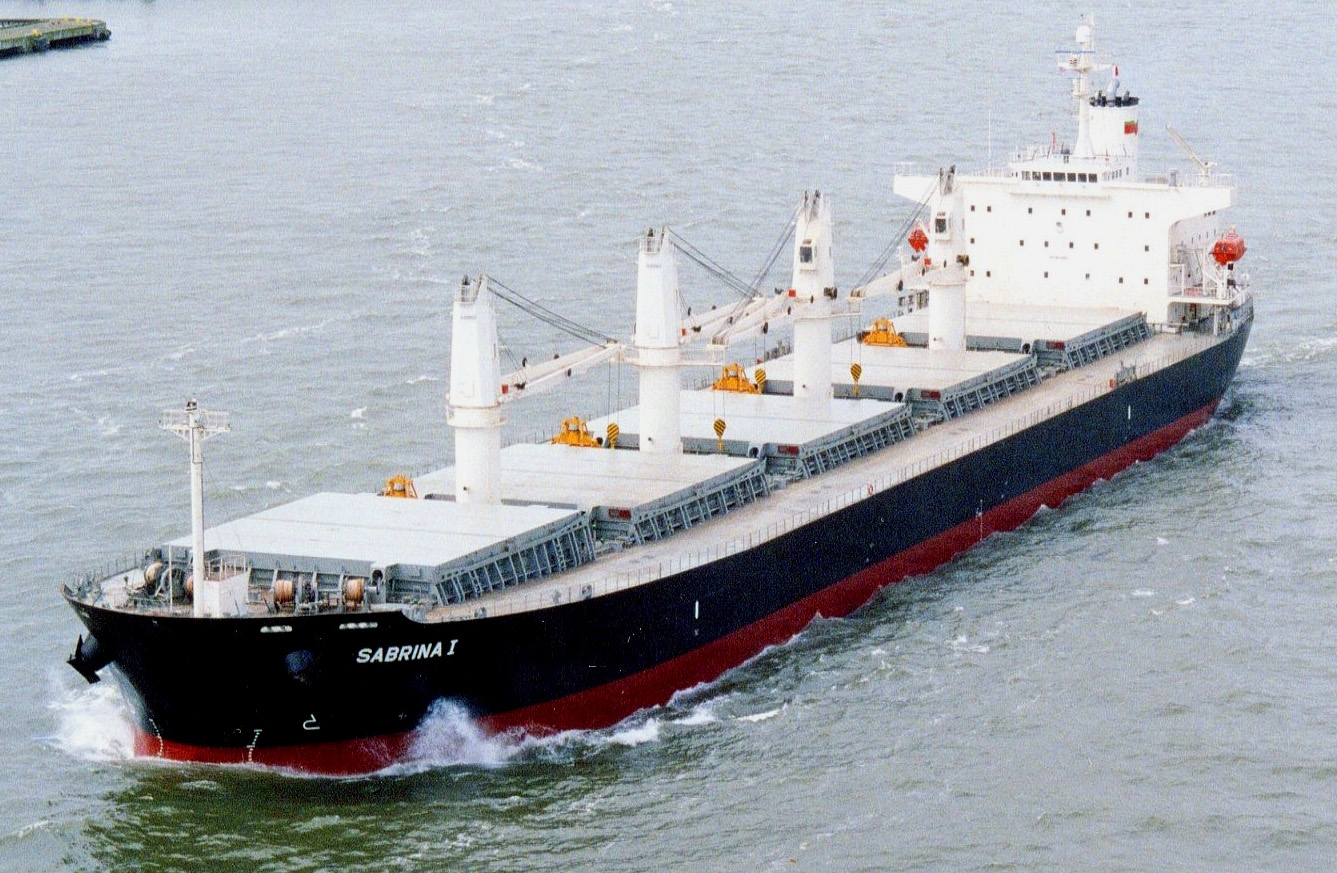
کشتی فله‌بر سابرینا ۱، از کلاس هندی‌مکس.

کشتی فَلّه‌بَر (به انگلیسی: Bulk carrier) گونه‌ای کشتی تجاری است که برای ترابری کالاهای بسته‌بندی‌نشده و فله‌ای مانند غلات، زغال‌سنگ، کانی‌ها و سیمان به کار گرفته می‌شود.
این‌گونه کشتی‌ها از میانه‌های سدهٔ نوزدهم آغاز به رفت‌وآمد در آب‌ها کردند.
امروزه کشتی‌های فله‌بر یک‌سوم ناوگان تجاری کشتی‌های جهان را تشکیل می‌دهند.
کشور ایران ۳۸ کشتی فله‌بردارد.
نرخ کرایه کشتی‌های حمل بار فله در بازاری جهانی همچون بازار بورس مشخص می‌گردد و شاخصی با نام شاخص بالتیک آن را مشخص می‌کند.

## مشخصات فنی
عرشه این نوع کشتی مسطح است و در سرتاسر آن درب‌های ضد آب دیده می‌شود که محموله را در مقابل نشت آب حفاظت می‌کند. برخی از انواع این کشتی دارای جرثقیل‌های عرشه ای نیز هستند. اندازه این کشتی‌ها بر حسب نوع محموله و منطقه ای که از آنها استفاده می‌شود متفاوت است. ظرفیت آنها از ۱۰/۰۰۰ تن تا ۳۶۴/۰۰۰ تن متغیر است. بلندترین کشتی حمل فله خشک ۳۴۳ متر طول دارد.
قسمت موتورخانه و محل زیست سرنشینان در قسمت انتهای کشتی یعنی پاشنه واقع شده و به منظور حفظ تعادل کشتی یک مخزن آب اضافی در قسمت جلو یعنی سینه ساخته شده است. زمانی که کشتی خالی می‌باشد این مخزن از آب پر می‌گردد. به منظور جلوگیری از صدمات احتمالی و برقراری تعادل کامل در مواقعی که کشتی بدون بار و خالی دریانوردی می‌نماید مخازنی نیز در گوشه‌ها و کف انبارها تعبیه گردیده که در چنین حالتی پر از آب می‌شود.
این کشتی‌ها محموله‌های نظیر زغال‌سنگ، سنگ آهن، سنگ‌های معدنی، کاکائو، گندم، جو و سایر غلات، کود شیمیایی، خوراک دام، آهن قراضه و سایر محموله‌های خشک را حمل می‌کنند. محموله این کشتی‌ها به وسیله جرثقیل یا پمپ‌های مکنده مخصوص تخلیه و بارگیری می‌شود.
.